# Белу (округ)
Белу (индон. Belu) — округ в провинции Восточная Нуса-Тенгара, Индонезия. Административный центр — город Атамбуа. Население — 352 297 чел. (2010).

## География
Округ находится в центральной части острова Тимор. На юге граничит с округом Малака, на западе — с округом Северный Центральный Тимор, на востоке — с государством Восточный Тимор, на севере омывается водами пролива Омбай.
Общая площадь округа — 2445,57 км².

## История
К концу XVI века восточные Малые Зондские острова оказались под контролем португальцев. Португальское владычество продолжалось здесь до 1859 года, когда по результатам Лиссабонского соглашения западная часть острова Тимор наряду с рядом других земель не перешла под власть голландцев.
Во время Второй мировой войны (1942—1945) Белу, как и вся страна, подвергся японской оккупации. После обретения Индонезии независимости Белу вошёл в её состав на правах округа.

## Административное деление и демография
В административном плане округ делится на 12 районов (до раздела в 2012 г. состоял из 24):
| №  | Название           | Население, чел. (2009) | Площадь, км² | Плотность, чел./км² |
| -- | ------------------ | ---------------------- | ------------ | ------------------- |
| 1  | Атамбуа            | 25 743                 | 24,90        | 1034                |
| 2  | Западный Атамбуа   | 22 601                 | 15,55        | 1453                |
| 3  | Южный Атамбуа      | 21 058                 | 15,73        | 1339                |
| 4  | Какулук-Месак      | 17 753                 | 187,54       | 95                  |
| 5  | Ламакнен           | 12 637                 | 105,90       | 119                 |
| 6  | Южный Ламакнен     | 7970                   | 108,41       | 74                  |
| 7  | Ласиолат           | 6735                   | 64,48        | 104                 |
| 8  | Нанает-Дубеси      | 4576                   | 60,25        | 76                  |
| 9  | Райхат             | 14 789                 | 87,20        | 170                 |
| 10 | Райманук           | 12 106                 | 179,42       | 67                  |
| 11 | Западный Тасефето  | 22 044                 | 224,19       | 98                  |
| 12 | Восточный Тасефето | 20 823                 | 211,37       | 99                  |

14 декабря 2012 года Белу был разделён на две части — его южная половина стала самостоятельным округом Малака.

## Религия
В численном плане абсолютно преобладают католики. Также в округе проживают представители и других конфессий — протестанты, мусульмане и др.
| Конфессия     | Последователей, чел. |
| ------------- | -------------------- |
| Католицизм    | 316 480              |
| Протестантизм | 25 055               |
| Ислам         | 9716                 |
| Индуизм       | 425                  |
| Буддизм       | 37                   |
| Конфуцианство | 19                   |
| Другие        | 11                   |

## Экономика
Уровень безработицы в 2009 году составлял 3,1 %. 60,14 % занятых работают в области сельского хозяйства, 16,38 % в промышленном секторе и 23,48 % в сфере услуг. Развивается туристический сектор. При этом только 73,1 % работающего населения закончили хотя бы начальную школу. Университетское же образование в 2005 году было только у 1,38 % населения.